# 번영로 (군포시)
번영로(繁榮路)는 경기도 군포시 부곡동과 금정동을 잇는 도로이다.

## 구간
- 이름 없음 (송부로)
- 이름 없음

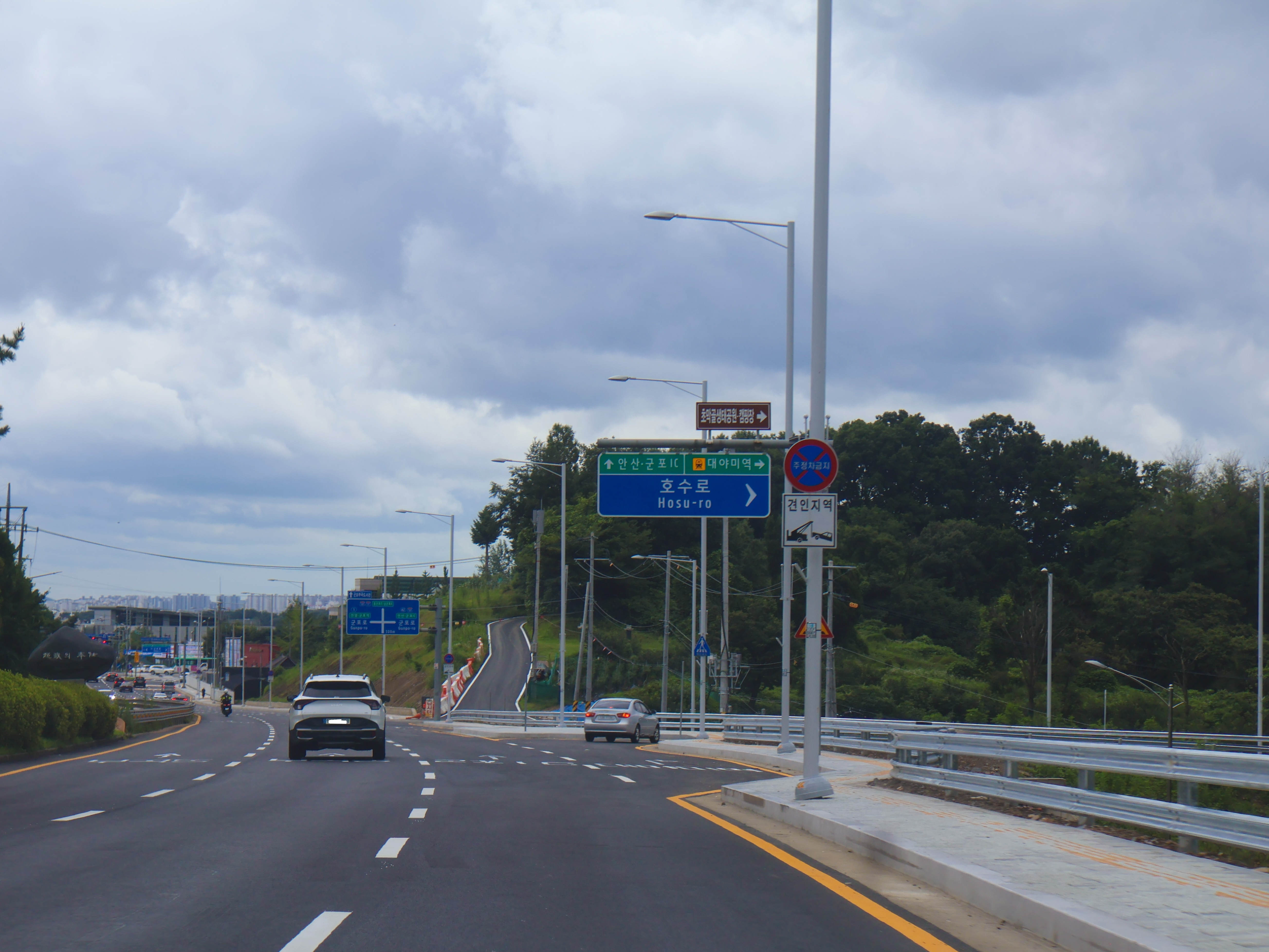
우회전 시 호수로로 진입

- (부곡화물터미널 입구) (영동고속도로 동군포 나들목, 평택파주고속도로 남군포 나들목)
- 보건소 사거리 (군포로)
- 이름 없음 (호수로)
- 도장 터널
- 도장교
- 5단지 입구 삼거리
- 소방서 사거리 (고산로)
- 산본역서부 사거리 (광정로)
- 산본역동부 사거리 (산본로)
- 이름 없음
- 신환 사거리 (금산로,금재로)
- 이름 없음 (당산로)
- 금정 나들목 (흥안대로, 군포로)

## 갤러리

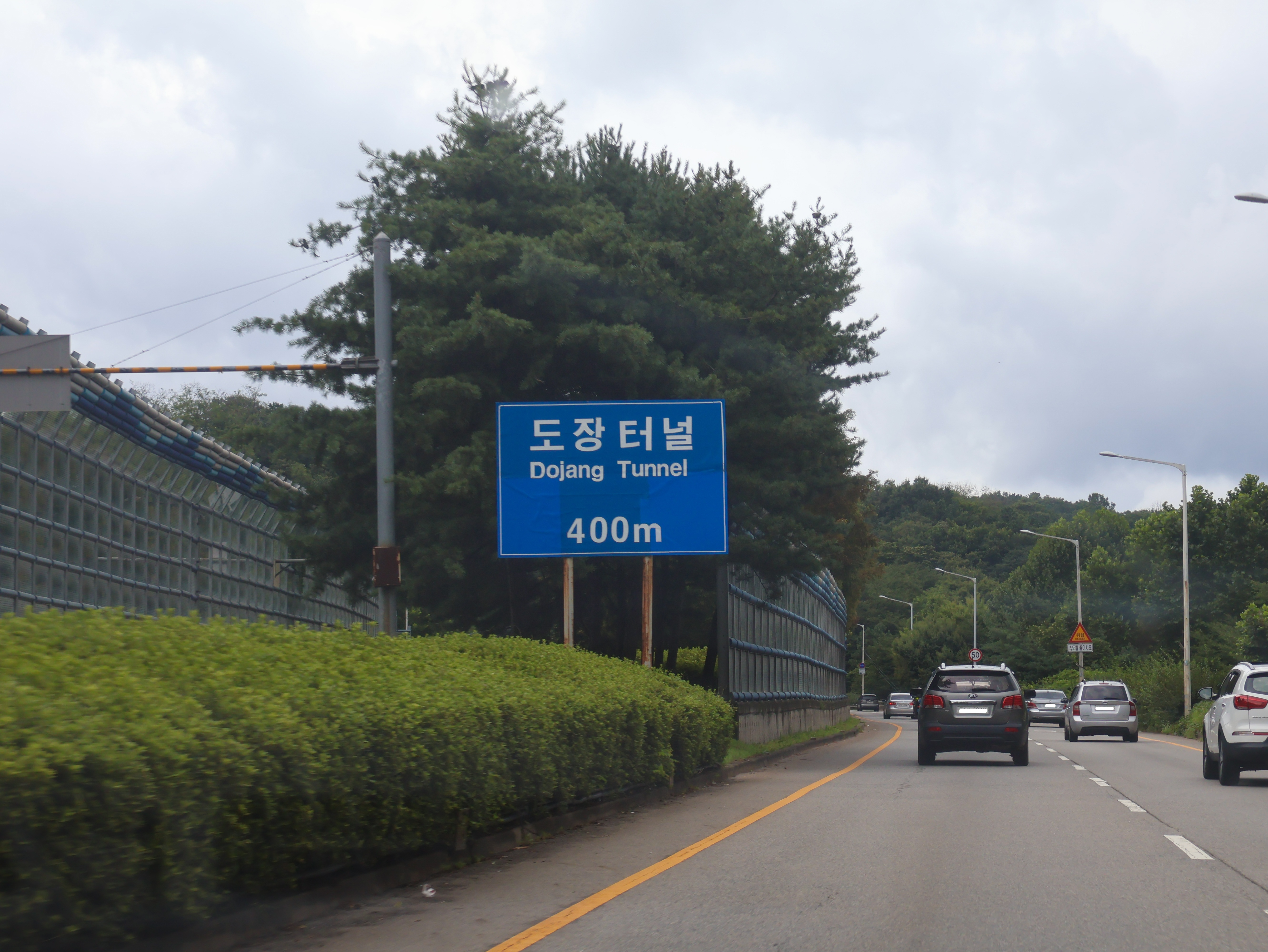
도장터널 진입 전 표지판